# Związek Harcerstwa Rzeczypospolitej
Związek Harcerstwa Rzeczypospolitej (ZHR) – organizacja harcerska powołana 12 lutego 1989 przez instruktorów z terenu całej Polski. Powstała, aby zjednoczyć wysiłki niezależnych środowisk harcerskich poprzez powołanie alternatywnej ogólnopolskiej organizacji harcerskiej, która bazuje na wartościach chrześcijańskich.
Związek Harcerstwa Rzeczypospolitej odwołuje się do tradycji ideowej skautingu i polskiego harcerstwa, kontynuuje zasady programowe, metodyczne i organizacyjne Związku Harcerstwa Polskiego lat 1918–1939 oraz twórczo rozwija dorobek niezależnych środowisk harcerskich działających po 1945 w ZHP i poza nim. ZHR używa tradycyjnego hymnu, odznak oraz prawa i przyrzeczenia harcerskiego. Lilijka harcerska będąca symbolem ZHR (tradycyjna lilijka przepasana w węźle biało-czerwoną szarfą) została zaprojektowana w 1989 przez hm. Małgorzatę Wojtkiewicz z Sopotu.
Związek Harcerstwa Rzeczypospolitej jest organizacją non-profit, od 20 kwietnia 2004 zarejestrowany jest jako organizacja pożytku publicznego. Związek opiera swoją działalność wychowawczą na społecznej pracy członków.
Związek jest niezależny organizacyjnie i ideowo od jakiejkolwiek partii politycznej. Związek od kilkunastu lat współpracuje z Confederation of European Scouts,  posiadając tam status członka współpracującego (ang. associate member) a od października 2023 status organizacji zaprzyjaźnionej. ZHR uczestniczy także  w organizowanym przez CES co cztery lata Eurojamie. ZHR od wielu lat współpracuje z organizacjami harcerskimi poza granicami kraju, w tym Związkiem Harcerstwa Polskiego działającym poza granicami kraju, Związkiem Harcerstwa Polskiego na Litwie i Harcerstwem Polskim na Ukrainie, czego owocem było podpisanie 14 października 2017 roku w Krakowie Porozumienia Organizacji Harcerskich.

## Kalendarium
- 11 listopada 1988 – środowisko Ruchu Harcerskiego z Trójmiasta wystąpiło z ZHP i utworzyło wspólnie z drużynami ze Szczecina i ziemi kłodzkiej Związek Harcerstwa Rzeczypospolitej, tzw. „mały ZHR”.
- 12 lutego 1989 – 51 instruktorów Ruchu (RHR) i innych organizacji alternatywnych spotkało się w celu utworzenia nowej organizacji harcerskiej Związku Harcerstwa Rzeczypospolitej (ZHR). Powołano 10-osobową Komisję Organizacyjną. Komisję organizacyjną tworzyli: Monika Figiel, Marek Frąckowiak, Marek Gajdziński, Jarosław Janas, Grzegorz Nowik, Krzysztof Stanowski, Andrzej Suchocki, Kazimierz Wiatr, Wojciech Wróblewski i Jacek Zaucha.
  - Członkowie komitetu założycielskiego: Krzysztof Baldy, Henryk Baniowski, Piotr Bąk, Grażyna Broniewska, Stanisław Broniewski „Orsza”, Jerzy Bukowski, Michał Butkiewicz, Michał Rzepiak, Jacek Kaszuba, Jacek Chodorski, Stanisław Czopowicz, Monika Figiel, Marek Frąckowiak, Maria Furmanek, Marek Gajdziński, Michał Guć, Wojciech Hausner, Jarosław Janas, Wiesław Jasiński, Krzysztof Krzyżanowski, Jarosław Kurek, Tomasz Maracewicz, Jerzy Miecznikowski, Józef Mitka, Jacek Milewski, Tomasz Milewski, Aleksander Motała, Jarosław Mularczyk, Maciej Musiał, Jan Nicał, Grzegorz Nowik, Dariusz Nowiński, Jan Pastwa, Jerzy Parzyński, Wincenty Pawlaczyk, ks. Wojciech Pietrzak, Andrzej Sadłowski, Hubert Sarrazin, Jarosław Skorulski, Krzysztof Stanowski, Marek Stępa, Tomasz Strzembosz, Andrzej Suchocki, Zbigniew Szymański, Wiesław Turzański, Ewa Urbańczyk, Marek Ważbiński, Ryszard Wcisło, Kazimierz Wiatr, Paweł Wieczorek, Wojciech Wróblewski, Jacek Zaucha i Maria Żychowska (w sumie 51 osób).
  - Podczas tego spotkania dwóch przedstawicieli opozycji harcerskiej uczestniczących w rozmowach „Okrągłego Stołu” – Marka Frąckowiaka i Wojciecha Wróblewskiego – upoważniono do reprezentowania tam ZHR.
  - historycy harcerstwa dla określenia związku w okresie od 12 lutego 1989 roku do 3 października 1992 roku używają nazwy „Średni ZHR”[6].
- 25 lutego 1989 – powołanie do życia ZHR.
- 1–2 kwietnia 1989 – I Zjazd ZHR w Sopocie. Przewodniczącym Związku Harcerstwa Rzeczypospolitej został Tomasz Strzembosz, Naczelnikiem Krzysztof Stanowski. Uchwalono statut z dwiema rotami Przyrzeczenia (także dla niewierzących).
- 23 kwietnia 1990 – sąd wojewódzki dla miasta Warszawy dokonał rejestracji ZHR.
- 30 listopada – 2 grudnia 1990 II Zjazd ZHR (we Wrocławiu), na którym przyjęto poprawioną wersję statutu z jedną rotą Przyrzeczenia i Prawa oraz rozdziałem organizacji na męską i żeńską.
- sierpień 1991 – Jubileuszowy Zlot 90-lecia Harcerstwa w Olsztynie. Zlot połączony był z udziałem w Światowych Dniach Młodzieży w Częstochowie.
- 3 października 1992 – na Zjeździe Zjednoczeniowym w Warszawie podjęto decyzję o zjednoczeniu ZHR i ZHP r. zał. 1918 w tzw. „Duży ZHR”[6].
- 23 listopada 1997 – zjednoczenie ZHR i POH.
- 3–15 sierpnia 1999 – Jubileuszowy Zlot X-lecia ZHR w okolicach Lednicy.
- 28 lipca – 2 sierpnia 2004 – Z okazji 60. rocznicy wybuchu powstania warszawskiego równolegle zorganizowane zostały: III Narodowy Zlot Organizacji Harcerzy (miejsce zlotowe – Park Skaryszewski) oraz Zlot Organizacji Harcerek „Bądź Gotów”.
- 3–9 sierpnia 2009 – w Koronowie k. Bydgoszczy odbywa się Jubileuszowy Zlot XX-lecia ZHR.
- 2011 – obchody 100-lecia harcerstwa:
  - 20–22 maja – Instruktorska Wyprawa do Lwowa „Powrót do źródeł”.
  - 25–28 sierpnia – Jubileuszowy Zlot Stulecia Harcerstwa „Całym Życiem – Przygoda XXI” w Krakowie.
- 25 lipca – 2 sierpnia Zlot ZHR na ŚDM w Krakowie.
- 2019 – Jubileuszowy Zlot 30-lecia Związku Harcerstwa Rzeczypospolitej w Rybakach k. Olsztyna.

## Metoda harcerska
Praca wychowawcza opiera się na metodzie harcerskiej i prowadzona jest w odrębnych organizacjach harcerek i harcerzy. Związek modyfikuje swój program i sposoby działania, aby odpowiadać na wyzwania zmieniającej się rzeczywistości.
Zbiórki odbywają się regularnie w grupach metodycznych podzielonych programowo oraz wiekowo odpowiadając na wyzwania wychowawcze rozwoju psychofizycznego młodego człowieka.
Zuchy/Zuchenki: 7–11 lat
Harcerze/Harcerki: 11–15 lat
Wędrownicy/Wędrowniczki: 15–18 lat
Harcerze Starsi/Harcerki Starsze: 18–30 lat

## Sylwetka instruktora ZHR
Instruktor dba o rozwój własny, odkrycie własnego powołania i wytrwale dąży do wyznaczonych przez siebie celów. Jest chrześcijaninem, zna zasady swojej wiary i pogłębia je, żyje nauką Kościoła. Jest patriotą, aktywnie służy swojemu krajowi, uczestniczy w życiu kraju, zna jego historię. Dąży do ideału zawartego w Prawie i Przyrzeczeniu Harcerskim, zna i stosuje odpowiednią metodę harcerską.

## Służba
Elementem wychowania harcerskiego ZHR jest służba rozumiana jako wyraz czynnej chęci niesienia pomocy bliźnim. Drużyny harcerskie zrzeszone w ZHR pełnią służbę na rzecz wybranych przez siebie podmiotów.
Szczególną formą służby z wieloletnią tradycją jest Biała Służba jako służba pomocnicza pielgrzymom podczas pielgrzymek papieskich. Stała się elementem kształtującym ZHR i znakiem rozpoznawczym organizacji. Biała służba w istotny sposób skupiła i zintegrowała harcerstwo, które skrystalizowało się w formie RHR-u, stając się ważnym elementem rodowodu ZHR. Wydarzeniami, gdzie harcerze pełnią służbę przede wszystkim polegającą na zabezpieczeniu medycznym, są Światowe Dni Młodzieży.
ZHR od początku istnienia poprzez Referat Wschód gromadzący różne środowiska z całej Polski angażował się we współpracę z polskimi organizacjami harcerskimi w krajach byłego ZSRR. Działanie przyniosło efekt w postaci wsparcia kształceniowego oraz wymiany metodycznej i programowej. Ważnym elementem działania Referatu Wschód stało się pełnienie służby na rzecz rodaków mieszkających poza granicami Polski.

## Władze
- Władze naczelne:
  - Zjazd ZHR – najwyższa władza ZHR, zwoływany jest co 2 lata
  - Rada Naczelna ZHR – składająca się z 22 członków wybranych przez Zjazd ZHR, przewodniczącego ZHR, naczelniczki harcerek, naczelnika harcerzy oraz 12 przewodniczących zarządów okręgów
  - Naczelnictwo ZHR – zarząd ZHR, skład: przewodniczący ZHR, naczelniczka harcerek, naczelnik harcerzy oraz 8 członków wybranych przez Radę Naczelną, w tym 2 wiceprzewodniczących, sekretarz generalny ZHR, naczelny kapelan, skarbnik i komisarz zagraniczny
  - Przewodniczący ZHR
  - Naczelniczka Harcerek ZHR
  - Naczelnik Harcerzy ZHR
  - Komisja Rewizyjna ZHR – 9 członków wybranych przez Zjazd ZHR kontroluje działalność władz Związku oraz jednostek organizacyjnych pod względem przestrzegania przez nie Statutu, regulaminów Związku i powszechnie obowiązujących przepisów prawa, kontroluje gospodarkę majątkową Związku oraz przedstawia władzom Związku i jednostkom organizacyjnym informacje, zalecenia, i wnioski wynikające z kontroli
  - Sąd Harcerski ZHR – 5 członków wybranych przez Zjazd ZHR rozpatruje apelacje członków Związku, usuniętych ze Związku lub w inny sposób ukaranych dyscyplinarnie przez władze, rozstrzyga wszelkie spory między członkami Związku oraz między tymi członkami a władzami Związku oraz spory majątkowe pomiędzy okręgami ZHR posiadającymi osobowość prawną oraz pomiędzy tymi okręgami a Związkiem.

- Władze okręgu:
  - zjazd okręgu ZHR
  - zarząd okręgu ZHR

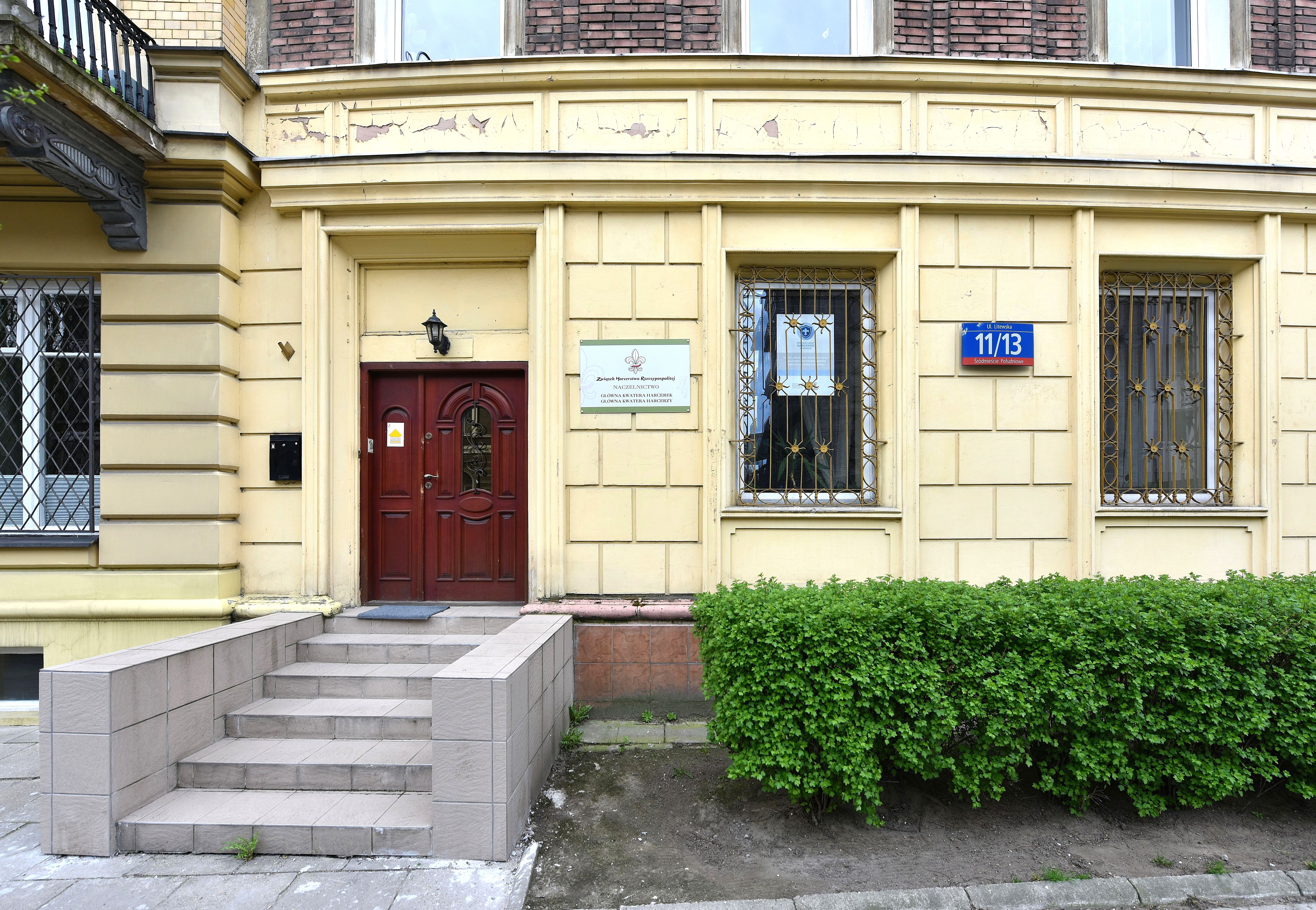
Siedziba Związku przy ul. Litewskiej 11/13 w Warszawie

  - komendantka chorągwi harcerek ZHR
  - komendant chorągwi harcerzy ZHR
  - komisja rewizyjna okręgu ZHR – 3 członków wybieranych na zjeździe okręgu
- obwody ZHR

### Aktualne władze naczelne[7]
- hm. Anna Malinowska – Przewodniczący ZHR
- hm. Katarzyna Kańczugowska – Naczelniczka Harcerek ZHR
- hm. Marcin Mucha – Naczelnik Harcerzy ZHR
- hm. Joanna Tumasz – wiceprzewodnicząca ZHR
- hm. Wojciech Przybylski – wiceprzewodniczący ZHR
- hm. Adam Paczyna – sekretarz generalna ZHR
- hm. Dariusz Szkiłondź – skarbnik ZHR

### Zjazd Związku Harcerstwa Rzeczypospolitej
Zjazd jest naczelną władzą Związku Harcerstwa Rzeczypospolitej. Zjazd jest zwoływany co dwa lata. Termin oraz miejsce zjazdu ustala ustępująca Rada Naczelna ZHR stosowną uchwałą.
W zjeździe uczestniczą delegatki i delegaci, którzy zostali wybrani przez instruktorów i instruktorki w odpowiednim Okręgu ZHR oraz z urzędu: członkowie Rady Naczelnej, Naczelnictwa, Komisji Rewizyjnej ZHR oraz Sądu Harcerskiego. Zjazd jest prawomocny przy obecności co najmniej połowy delegatek i delegatów.

#### Nadzwyczajny zjazd ZHR
- Zwoływany z własnej inicjatywy przez Naczelnictwo, na prośbę Rady Naczelnej, Komisji Rewizyjnej Związku lub na pisemne żądanie połowy delegatek i delegatów ostatniego Zjazdu.
- W nadzwyczajnym zjeździe ZHR biorą udział władze ZHR oraz delegatki i delegaci ostatniego zjazdu.
- Na nadzwyczajnym zjeździe rozpatrywane są tylko te sprawy przez które ów zjazd zwołano.

#### Kalendarium Zjazdów
- I Zjazd Walny ZHR – 1-2.04.1989 – Sopot
- II Zjazd ZHR – 30.11-02.12.1990 – Wrocław
- Nadzwyczajny Zjazd ZHR Zjednoczeniowy – 3.10.1992 – Warszawa
- III Zjazd ZHR – 26-28.02.1993 – Warszawa
- IV Zjazd ZHR – 23-26.02.1995 – Warszawa
- V Zjazd ZHR – 02-03.03.1997 – Otwock
- VI Zjazd ZHR – 15-17.10.1999 – Warszawa
- VII Zjazd ZHR – 23-25.11.2001 – Warszawa
- Zjazd Programowy ZHR – 28-30.11.2003 – Poznań
- VIII Zjazd ZHR – 26-28.03.2004 – Gdynia
- IX Zjazd ZHR – 21-23.04.2006 – Warszawa
- X Zjazd ZHR – 11-13.04.2008 – Warszawa
- XI Zjazd ZHR – 23-25.04.2010 – Warszawa
- XII Zjazd ZHR – 20-22.04.2012 – Warszawa
- (XIII) Nadzwyczajny Zjazd ZHR – 8.09.2012 – Częstochowa
- XIV Zjazd ZHR – 04-06.04.2014 – Gdańsk
- XV Zjazd ZHR – 01-03.04.2016 – Warszawa
- XVI Zjazd ZHR – 13-15.04.2018 – Warszawa
- Nadzwyczajny Zjazd ZHR – 18.04.2020 – forma zdalna, obrady transmitowane z Sali Ministerstwa Rozwoju w Warszawie
- XVII Zjazd ZHR – 27-29.08.2021 – Ząbie
- Nadzwyczajny Zjazd ZHR – 25-27.11.2022 – Warszawa
- XVIII Zjazd ZHR – 01-03.09.2023 – Ząbie
- XIX Zjazd ZHR – 27.04.2025 – Zakościele koło Spały

#### Historia zjazdów
I Zjazd ZHR – odbył się w Sopocie, 1 i 2 kwietnia 1989 roku. W zjeździe wzięło udział 424 delegatek i delegatów z całego kraju. Uchwalono Statut ZHR, wybrano władze, m.in. przewodniczącego ZHR – hm. Tomasz Strzembosz, naczelnika ZHR – hm. Krzysztof Stanowski.
II Zjazd ZHR – odbył się we Wrocławiu, trwał dwa dni (od 30 listopada do 1 grudnia 1990 roku) z udziałem 204 delegatek i delegatów z całego kraju. Na zjeździe podjęto 8 Uchwał, dokonano podziału na dwie autonomiczne organizacje: Harcerzy i Harcerek. Przewodniczącym został ponownie hm. Tomasz Strzembosz, nowym naczelnikiem – hm. Tomasz Maracewicz, a naczelniczką – hm. Bogusława Pasieka-Butkiewicz.
Nadzwyczajny Zjazd ZHR Zjednoczeniowy – który odbył się 3 października 1992 w Warszawie, został zwołany, aby podjąć decyzję o zjednoczeniu ZHR i ZHP-1918. Honorowym gościem zjazdu był prymas Polski, kardynał Józef Glemp.
III Zjazd ZHR – odbył się w Warszawie w dniach 26-28 lutego 1993 roku. W zjeździe wzięło udział 248 delegatek i delegatów. Honorowym przewodniczącym został hm. Tomasz Strzembosz, przewodniczącym – hm. Wojciech Hausner, naczelniczką – hm. Maria Kuczma, naczelnikiem – hm. Marcin Jędrzejewski. Na zjeździe wręczono również sztandar Związkowi Harcerstwa Rzeczypospolitej przez fundatorów.
IV Zjazd ZHR – odbył się 25 i 26 lutego 1995 roku w Warszawie. Nastąpiły poważne zmiany w statucie, wykreślono otwartość światopoglądową i możliwość składania Przyrzeczenia Harcerskiego na Dobro Najwyższe. Podjęto uchwałę o przystąpieniu do Federacji Harcerstwa Polskiego. Wybrano władze: przewodniczący – hm. Feliks Borodzik, naczelniczka harcerek – hm. Urszula Kret i naczelnik harcerzy – hm. Marcin Jędrzejewski.
V Zjazd ZHR – obradował w dniach 1 i 2 marca 1997 roku w Otwocku. Wybrano władze: przewodniczący – hm. Feliks Borodzik, naczelniczka harcerek – hm. Urszula Kret i naczelnik harcerzy – hm. Adam Komorowski.
VI Zjazd ZHR – obradował w dniach 16 i 17 października 1999 roku w Warszawie. Zakończył się nieudaną próbą zamiany paragrafu 4 punktu 4 Statutu, który brzmiał: „Związek jest organizacją chrześcijańską, otwartą na wszystkich, których postawa jest zgodna z Przyrzeczeniem i Prawem Harcerskim”. Wybrano władze: przewodniczący – hm. Piotr Koj, naczelniczka harcerek – hm. Ewa Borkowska-Pastwa i naczelnik harcerzy – hm. Adam Komorowski.
VII Zjazd ZHR – obradował w dniach 22-24 listopada 2001 roku w Warszawie. Delegaci nie wprowadzili istotnych zmian ideowych ani organizacyjnych w Związku. Proponowana poprawka do statutu stwierdzająca chrześcijański charakter ZHR nie została przyjęta. Wybrano władze: przewodniczący – hm. Piotr Koj, naczelniczka harcerek – hm. Ewa Borkowska-Pastwa i naczelnik harcerzy – hm. Paweł Zarzycki.
VIII Zjazd ZHR – obradował od 26 do 28 marca 2004 roku w Gdyni. VIII Zjazd wprowadził do Statutu ZHR-u kilka poprawek, z których najważniejsza określa, że instruktorki i instruktorzy ZHR-u są chrześcijanami (czego deklaracja stała się jednym z wymagań uzyskania stopnia instruktorskiego). Wybrano władze: przewodniczący – hm. Kazimierz Wiatr, naczelniczka harcerek – hm. Magdalena Masiak i naczelnik harcerzy – hm. Paweł Zarzycki.
IX Zjazd ZHR – obradował w dniach 21-23 kwietnia 2006 roku w Warszawie. Wprowadził do Statutu ZHR kilka poprawek, stanowiących m.in. że nie można łączyć członkostwa w Sądzie Harcerskim, Komisji Rewizyjnej ZHR z udziałem w innych władzach Związku z wyjątkiem udziału w Zjeździe ZHR oraz zjazdach okręgów. Dopisano do działań ZHR informację wymaganą przez ustawę o organizacjach pożytku publicznego. Wybrano władze naczelne: przewodniczącym został hm. Marcin Jędrzejewski, naczelniczką harcerek ponownie hm. Magdalena Masiak, a naczelnikiem harcerzy hm. Michał Sternicki.
X Zjazd ZHR – obradował w dniach 11-13 kwietnia 2008 roku w Warszawie. Wybrano władze naczelne: przewodniczącym został hm. Michał Butkiewicz, naczelniczką harcerek hm. Maria Brzeska-Deli, a naczelnikiem harcerzy hm. Michał Sternicki.
XI Zjazd ZHR – obradował w dniach 23-25 kwietnia 2010 roku w Warszawie. Wybrano władze naczelne: przewodniczącym został hm. Michał Butkiewicz wybrany na drugą kadencję, pokonując hm. Ireneusza Dzieszkę stosunkiem głosów 168 do 65. Naczelniczką harcerek została ponownie hm. Maria Brzeska-Deli, na naczelnika harcerzy wybrano hm. Radosława Podogrockiego.
XII Zjazd ZHR – obradował w dniach 20-22 kwietnia 2012 roku w Warszawie. Wybrano władze naczelne: przewodniczącym została hm. Ewa Borkowska-Pastwa. Naczelniczką harcerek została hm. Katarzyna Bieroń, wygrywając z hm. Ewą Ciosek; na naczelnika harcerzy wybrano hm. Sebastiana Grochalę.
XIII (Nadzwyczajny) Zjazd ZHR – obradował w dniu 8 września 2012 w Częstochowie. Zjazd obradował wyłącznie w sprawach, dla których został zwołany. Były nimi:
1. podjęcie uchwały o przystąpieniu do PROM
2. zmiany w Statucie ZHR związane z tym przystąpieniem oraz z bardziej efektywnym wykorzystaniem składki programowej (uchwalonej na XII Zjeździe ZHR)
3. przyjęcie okolicznościowej uchwały w sprawie XXX-lecia pierwszej Pielgrzymki Harcerek i Harcerzy do Częstochowy, podczas której złożono wotum z Prawem i Przyrzeczeniem Harcerskim.

## Struktura organizacyjna i liczebność
| Struktury organizacyjne w ZHR                | Struktury organizacyjne w ZHR                   |
| Organizacja Harcerzy ZHR                     | Organizacja Harcerek ZHR                        |
| -------------------------------------------- | ----------------------------------------------- |
| Naczelnik Harcerzy ZHR                       | Naczelniczka Harcerek ZHR                       |
| Główna Kwatera Harcerzy ZHR                  | Główna Kwatera Harcerek ZHR                     |
| Chorągwie harcerzy ZHR                       | Chorągwie harcerek ZHR                          |
| Hufce męskie ZHR                             | Hufce żeńskie ZHR                               |
| Gromady męskie, drużyny męskie, kręgi męskie | Gromady żeńskie, drużyny żeńskie, kręgi żeńskie |

Liczba harcerek i harcerzy w ZHR wynosiła w:
- 2022 – 20653[8]
- 2017 – 18741 (11 194 harcerek[9] i 7547 harcerzy[10])
- 2015 – 16730 (10 337 harcerek[9] i 6393 harcerzy[10])

## Zloty
Zloty (ang. jamboree) są tradycyjnymi spotkaniami harcerzy i skautów.
- 1991 – Zlot 80-lecia Harcerstwa Polskiego – Olsztyn k. Częstochowy
- 1997 – Międzynarodowy Zlot Harcerzy i Skautów z basenu Morza Bałtyckiego
- 1999 – Jubileuszowy Zlot Dziesięciolecia ZHR „Lednica 99”
- 2001 – Zlot 90-lecia Harcerstwa – Niedzica
- 2004 – III Narodowy Zlot Harcerzy i Zlot Bądź Gotów 2004 (zorganizowane z okazji 60. rocznicy powstania warszawskiego) – Warszawa
- 2009 – Zlot XX-lecia ZHR – Koronowo
- 2011 – Jubileuszowy Zlot Stulecia Harcerstwa „Kraków 2011”
- 2016 – Zlot ZHR na ŚDM – Kraków
- 2019 – Jubileuszowy Zlot Trzydziestolecia ZHR – Rybaki

## Nagrody
W 2016 Związek Harcerstwa Rzeczypospolitej otrzymał nagrodę Kustosz Pamięci Narodowej. ZHR otrzymał tytuł „Organizacja Pozarządowa Roku” 2019 Forum Ekonomicznego.